# KWin

Es gibt den KWin Fenstermanager und außerdem den KWin Wayland Compositor, welcher ein Display-Server-Protokoll ist.

KWin ist der Fenstermanager und auch Wayland Compositor der Desktopumgebung von KDE. Er ist seit K Desktop Environment 2.0 Teil der Desktopumgebung und hat den älteren KWM abgelöst. KWin wird im Zusammenhang mit der KDE Software Compilation weiterentwickelt.

## Besonderheiten
Eine Besonderheit gegenüber anderen Fenstermanagern ist die Tatsache, dass der Bildschirmhintergrund nicht als so genanntes root-Window genutzt wird, sondern durch den KDE-Desktop überlagert wird, was Ziehen-und-Ablegen-Aktionen möglich macht.
Des Weiteren unterstützt KWin neuere Standards wie ICCCM 2.0 und die Sitzungsverwaltung X Session Manager (kurz XSM). Auch erweiterte Fokus-Einstellungen und die Behandlung von abgestürzten Programmen werden mittlerweile beherrscht.
Grafisch kann KWin mit verschiedenen Stilen angepasst werden, es werden auch Stile von IceWM unterstützt.

## Versionen
| Name | Version | Version in KDE | Abhängigkeiten              | Einzelheiten                                                                       |
| ---- | ------- | -------------- | --------------------------- | ---------------------------------------------------------------------------------- |
| KWM  | 1.0     | 1.0            |                             |                                                                                    |
| KWin | 2.0     | 2.0            | Qt, KDELibs                 | ausgedehnte Unterstützung für Themen und Fenstereffekte                            |
| KWin | 3.0     | 3.2            | Qt, KDELibs                 | verbesserte Unterstützung für die Standards ICCCM von freedesktop.org              |
| KWin | 4.0     | 4.0            | Qt4, KDE Platform 4, KRandR | experimentelle compositing Unterstützung und compiz-äquivalente Effekte.           |
| KWin | 4.4     | 4.4            | Qt4, KDE Platform 4, KRandR | Maximierung und Tiling entlang der Oberflächenecken, Gruppierung und Reiter        |
| KWin | 4.5     | 4.5            | Qt5, KWindowSystem, KScreen | Unterstützung von Tiling                                                           |
| KWin | 4.9     | 4.9            |                             | Änderungen in der API.                                                             |
| KWin | 4.11    | 4.11           |                             | Letzte Version auf KDE Platform 4 basierend. Experimentelle Wayland Unterstützung. |
| KWin | 5.0     | 5.0            | Qt5                         | Erste Version basierend auf KDE Frameworks 5 und Qt 5.                             |
| KWin | 6.4     | 6.4            |                             | Getrennte Codebase für Wayland und X11                                             |